# .243 Winchester
El .243 Winchester (6×52mm) es un cartucho de fuego central, de rifle introducido en 1955 con el objetivo de ser aplicado tanto para la caza de animales medianos como pequeños, volviéndose uno de los calibres más populares para la caza de venado de cola blanca. Es también usado en América del Norte para cazar pronghorns y ciervo mulo, como para la caza de alimañas. El .243 está basado en el casquillo del .308 Winchester, ajustándole el cuello para que aloje un proyectil calibre .244" (6 mm). 
Con proyectiles monolíticos expansivos, con pesos de entre 80 y 85 granos o con proyectiles tradicionales de expansión controlada de entre 90 y 105 granos, el .243 es apropiado para la caza de cérvidos de peso mediano, mientras que con proyectiles más ligeros es aplicable a la caza de animales menores  
Con balas monolíticas de cobre con pesos de aproximadamente 80 a 85 granos o balas de expansión controlada son más convenientes para cazar animales medianos, mientras las balas más ligeras son adecuadas para la caza de alimañas.
En al menos diez estados de EE. UU. y el Reino Unido, el .243 es legal para cazar ciervos. Aunque el .243 Winchester tiende ser extremadamente preciso a distancias de 300 yardas (270 m) e incluso más lejos, pero debido al peso de los proyectiles no mantiene suficiente energía a esas distancias para ser recomendable para caza mayor a esas distancias.  Una de las grandes ventajas del .243 Winchester es que es alimentado de un mecanismo corto que reduce el peso del rifle que está recamarado para dispararlo, tiene poco retroceso y cuenta con una trayectoria muy plana. 
El .243 Winchester continuamente ha aparecido entre los 5 mejores calibres para la caza del venado de cola blanca" en publicaciones como Field and Stream y Outdoor Life.

## Historia
Warren Page, editor de la revista Field and Stream empezó experimentando con proyectiles calibre .243 (6.2mm) ronda en los años 40. Cuándo el .308 Winchester fue introducido en 1952, Page empezó a trabajar con el casquillo del .308 ajustándole el cuello, con la intención de desarrollar un cartucho para cazar gatos monteses.  Impulsados por los artículos de Warren Page, con base en sus experiencias de caza con el .243, Winchester desarrolla un calibre .243 propio. introducido en 1955 para el Winchester Modelo 70 y el  Modelo 88 palanquero, logrando generar gran popularidad.
Remington también vio una oportunidad en desarrollar un calibre de 6 mm (.243") con el doble propósito de ser usado para la caza de alimañas y venados, y desarrolla el .244 Remington, en el mismo año (1955) pero basándose del casquillo del .257 Roberts. Sin embargo, el .243 Winchester logra más aceptación y el .244 Remington es descontinuado para más tarde ser rebautizado como el 6mm Remington.

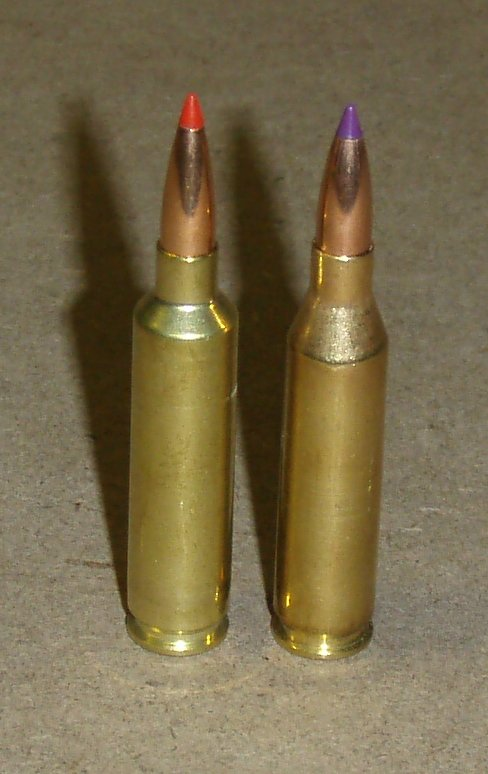
.243 Ackley Improved (izquierda) y .243 Winchester

## Performance
Con muy poco retroceso, incluso menor que del .30-30 Winchester, el .243 Winchester permite mayor presión en la recámara y utilizar proyectiles spitzer, permite retener más energía conforme las distancias son mayores. El .243 Winchester también tiene una trayectoria más plana y genera mayores velocidades que el 7mm-08 Remington con menor retroceso.

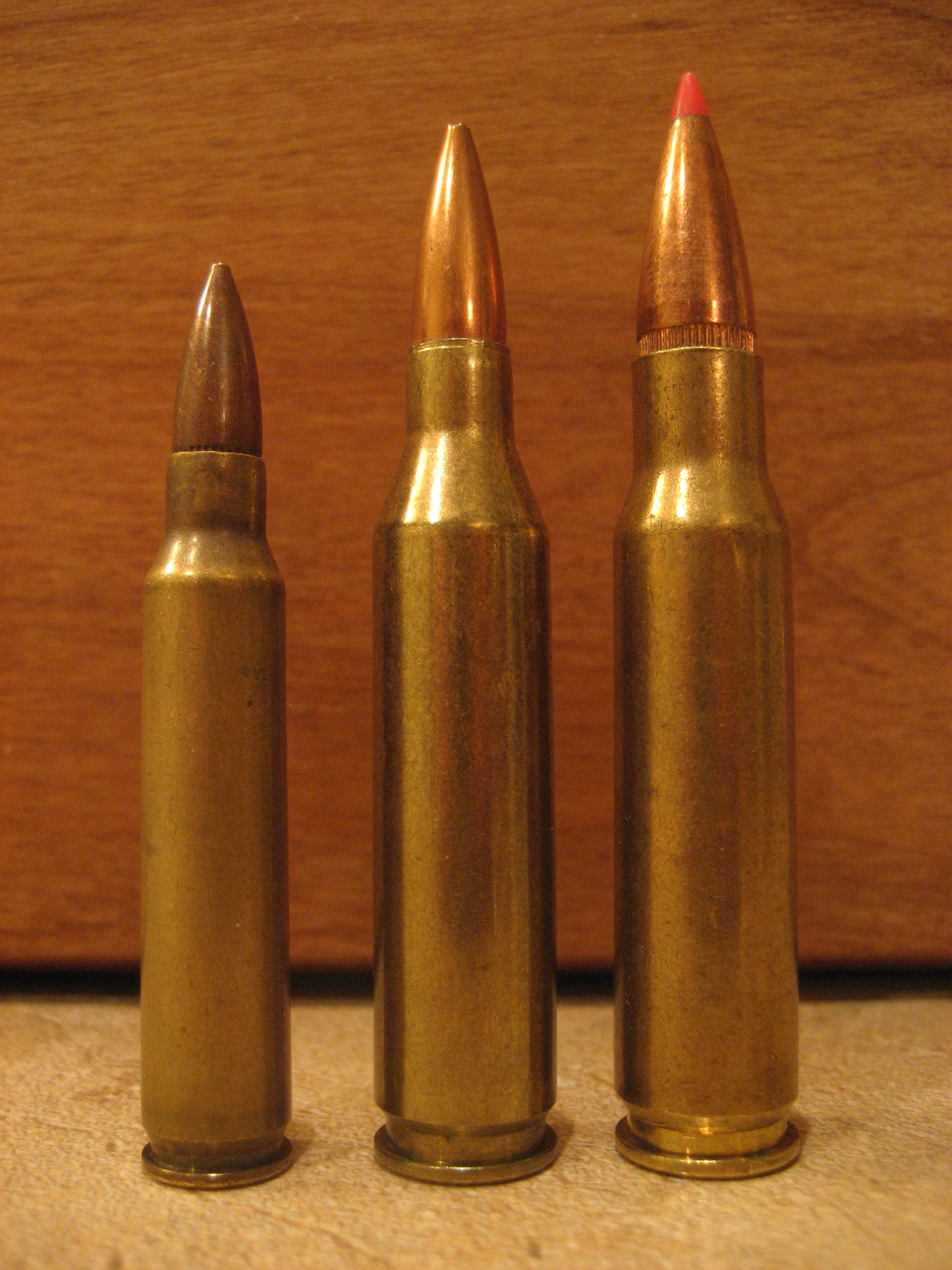
(De izquierda a derecha) .223 Rem, .243 Win, .308 Win